# Assemblée législative de l'oblast de l'Amour
VIIIe législature
no 135, rue Lénine, Blagovechtchensk
L'assemblée législative de l'oblast de l'Amour (en russe : Законодательное собрание Амурской области) est l'organe législatif régional de l'oblast de l'Amour en Russie. Le parlement est composé de 27 députés élus pour 5 ans au suffrage universel direct. À la suite des dernières élections en 2021, l'assemblée est dominée par Russie unie.

## Élections

### 2021
| Parti                                                        | Parti                 | %     | Sièges |
| ------------------------------------------------------------ | --------------------- | ----- | ------ |
|                                                              | Russie unie           | 33.15 | 18     |
|                                                              | KPRF                  | 21.48 | 3      |
|                                                              | LDPR                  | 14.16 | 1      |
|                                                              | Communistes de Russie | 8.26  | 1      |
|                                                              | Nouvelles personnes   | 7.18  | 1      |
|                                                              | Russie juste          | 6.28  | 1      |
|                                                              | RPPSS                 | 5.41  | 1      |
|                                                              | Indépendants          | —     | 1      |
|                                                              |                       |       |        |
| Participation                                                | Participation         | 40.62 |        |
| Note : Nombre de députés réduits de 31 à 27 en janvier 2021. |                       |       |        |